# Stazione di Tesoro
Stazione di Tesoro vasútállomás Olaszországban, Bari településen.

## Vasútvonalak
Az állomást az alábbi vasútvonalak érintik:
- Bari–San Paolo-vasútvonal

## Kapcsolódó állomások
A vasútállomáshoz az alábbi állomások vannak a legközelebb:
- Stazione di Cittadella (Bari) (Stazione di Cecilia, Bari–San Paolo-vasútvonal)
- Stazione di Fesca-San Girolamo (Stazione di Bari Centrale (FT), Bari–San Paolo-vasútvonal)